# Artoria taeniifera
Artoria taeniifera es una especie de araña araneomorfa del género Artoria, familia Lycosidae. Fue descrita científicamente por Simon en 1909.
Habita en Australia (Australia Occidental, Australia Meridional, Nueva Gales del Sur).